# Chantillac
Chantillac est une commune du sud-ouest de la France, située dans le département de la Charente (région Nouvelle-Aquitaine).
Ses habitants sont les Chantillacais et les Chantillacaises.

## Géographie

### Localisation et accès
Chantillac est une commune du Sud Charente, limitrophe avec la Charente-Maritime, située à 18 km au sud-ouest de Barbezieux.
Située à l'extrémité sud du canton de Baignes, elle est à 7 km au sud de son chef-lieu. Elle est à 3 km au nord-ouest de Chevanceaux et 48 km d'Angoulême. Elle est aussi à 8 km de Montlieu-la-Garde, 12 km de Montendre, 13 km de Montguyon, 17 km de Brossac, 20 km de Jonzac, 24 km de Chalais, 42 km de Cognac et 59 km de Bordeaux.
La route principale est la route nationale 10 entre Bordeaux et Angoulême, qui limite la commune à l'est et passe à 2 km du bourg. la D 142, route de Chevanceaux à Jonzac, et la D 133 en direction de Bors traversent la commune d'est en ouest.

### Hameaux et lieux-dits
Composé de plusieurs hameaux (chez Marthe, chez Chagnaud, le Busquin, les Petits Prés), le bourg de Chantillac se groupe autour de la mairie et de l'ancienne gare. L'église, à 300 m au nord-est, est située chez Charpentier.

### Communes limitrophes
| Vanzac, Messac (Charente-Maritime) | Bran (Charente-Maritime)     | Baignes                         |
| Mérignac (Charente-Maritime)       | Chantillac                   | Bors                            |
| Le Pin (Charente-Maritime)         | Chatenet (Charente-Maritime) | Chevanceaux (Charente-Maritime) |

### Géologie et relief

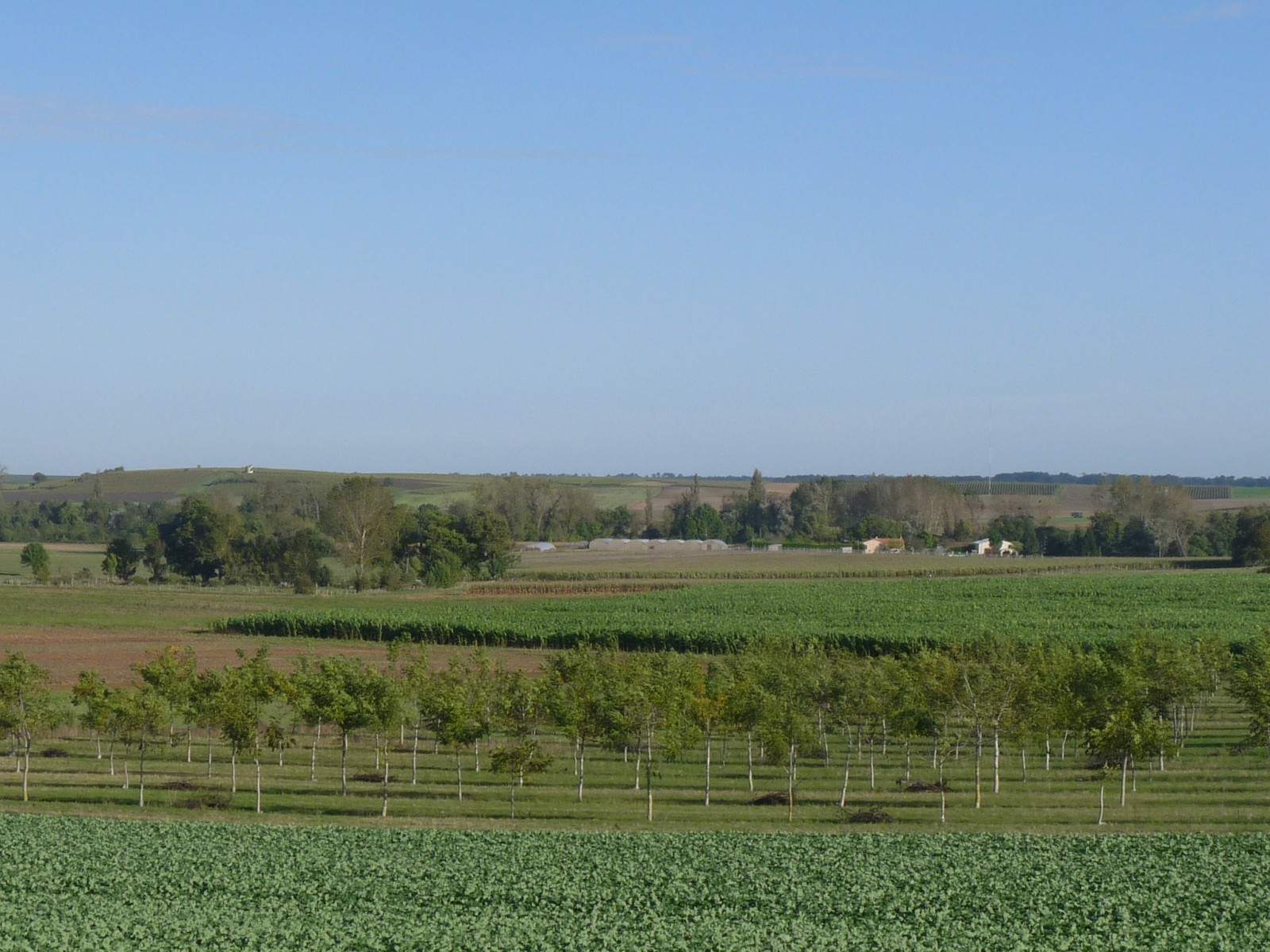
La vallée du Lariat vue du carrefour des D 142 et D 14.

Une grande partie ouest de la commune est située dans le Campanien, calcaire crayeux du Crétacé supérieur qui occupe le sud des Charentes. La partie orientale est occupée par un terrain composé de sable kaolinique, d'argiles et de galets datant du Tertiaire. Ces sols sont souvent boisés en pins maritimes et constituent la lisière de la Double saintongeaise,,.
Le relief de la commune est plus prononcé sur la moitié orientale, boisée, que sur la moitié occidentale, qui consiste en une plaine ouverte (la champagne, appelée aussi localement Champagne des Bourrelles). Le point culminant est à une altitude de 151 m, situé à l'est de la commune, sur la route de Bors. Le point le plus bas est à 65 m, situé sur la limite occidentale au pont de Mérignac. Le bourg, construit sur les hauteurs, s'échelonne entre 100 et 145 m d'altitude, au château d'eau.

### Hydrographie

#### Réseau hydrographique

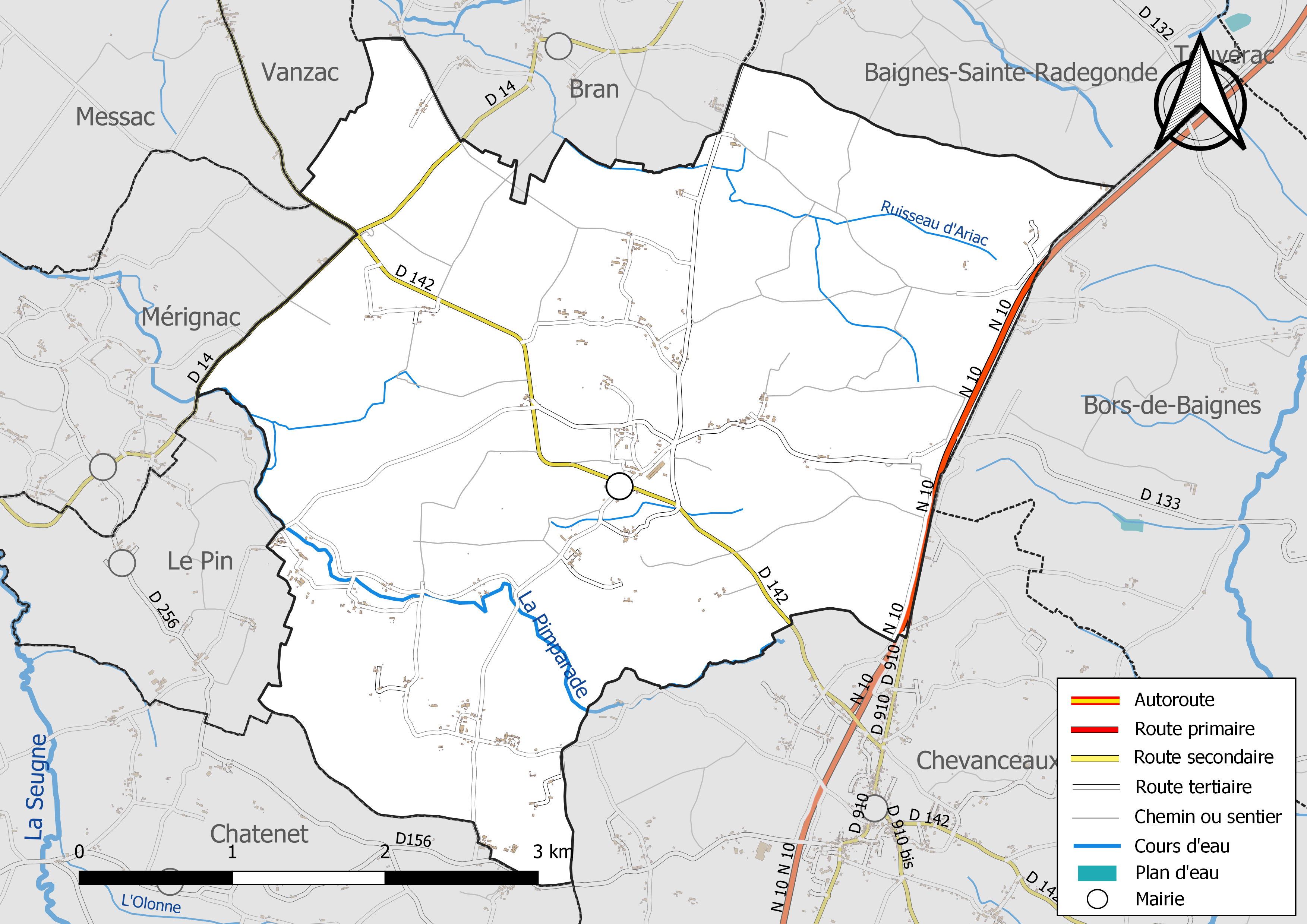
Réseaux hydrographique et routier de Chantillac.

La commune est située dans le bassin versant de la Charente et  le bassin de la Dordogne au sein  du Bassin Adour-Garonne. La ligne de partage des eaux avec celui de la Dordogne est sur la limite orientale de la commune, qui est aussi la route nationale 10. Elle est drainée par la Pimparade, le ruisseau d'Ariac, le ruisseau d'Ariac et par divers petits cours d'eau, qui constituent un réseau hydrographique de 12 km de longueur totale,.
La Pimparade (ou Pimpérade), qui naît en limite avec Chevanceaux, traverse le sud de la commune d'est en ouest. D'une longueur totale de 13,4 km, prend sa source en Charente-Maritime, dans la commune de Chevanceaux, et se jette  dans la Seugne en Charente-Maritime, à Vibrac, après avoir traversé 7 communes.
Le ruisseau d'Ariac naît dans la commune et en fait la limite nord (ainsi que du département). Plus en aval, il s'appelle le Lariat et se jette dans le Pharaon (ou Pharon) qui descend de Baignes et qui se jette dans la Seugne.
On trouve aussi quelques petits étangs, dont ceux de Meslard, dans la partie communale de la forêt de la Double.

#### Gestion des eaux
Le territoire communal est couvert par les schémas d'aménagement et de gestion des eaux (SAGE) « Charente » et « Isle - Dronne ». Le SAGE « Charente», dont le territoire correspond au bassin de la Charente, d'une superficie de 9 300 km2, a été approuvé le 19 novembre 2019. La structure porteuse de l'élaboration et de la mise en œuvre est l'établissement public territorial de bassin Charente. Le SAGE « Isle - Dronne», dont le territoire regroupe les bassins versants de l'Isle et de la Dronne, d'une superficie de 7 500 km2, a été approuvé le 2 août 2021. La structure porteuse de l'élaboration et de la mise en œuvre est l'établissement public territorial de bassin de la Dordogne (EPIDOR). Ils définissent chacun sur leur territoire les objectifs généraux d’utilisation, de mise en valeur et de protection quantitative et qualitative des ressources en eau superficielle et souterraine, en respect des objectifs de qualité définis dans le troisième SDAGE  du Bassin Adour-Garonne qui couvre la période 2022-2027, approuvé le 10 mars 2022.

### Climat
Comme dans les trois quarts sud et ouest du département, le climat est océanique aquitain.

## Urbanisme

### Typologie
Au 1er janvier 2024, Chantillac est catégorisée commune rurale à habitat dispersé, selon la nouvelle grille communale de densité à 7 niveaux définie par l'Insee en 2022.
Elle est située hors unité urbaine et hors attraction des villes,.

### Occupation des sols
L'occupation des sols de la commune, telle qu'elle ressort de la base de données européenne d’occupation biophysique des sols Corine Land Cover (CLC), est marquée par l'importance des territoires agricoles (71,4 % en 2018), une proportion sensiblement équivalente à celle de 1990 (70,8 %). La répartition détaillée en 2018 est la suivante : 
zones agricoles hétérogènes (36,1 %), terres arables (33 %), forêts (18,9 %), milieux à végétation arbustive et/ou herbacée (9,7 %), cultures permanentes (2,3 %). L'évolution de l’occupation des sols de la commune et de ses infrastructures peut être observée sur les différentes représentations cartographiques du territoire : la carte de Cassini (XVIIIe siècle), la carte d'état-major (1820-1866) et les cartes ou photos aériennes de l'IGN pour la période actuelle (1950 à aujourd'hui).

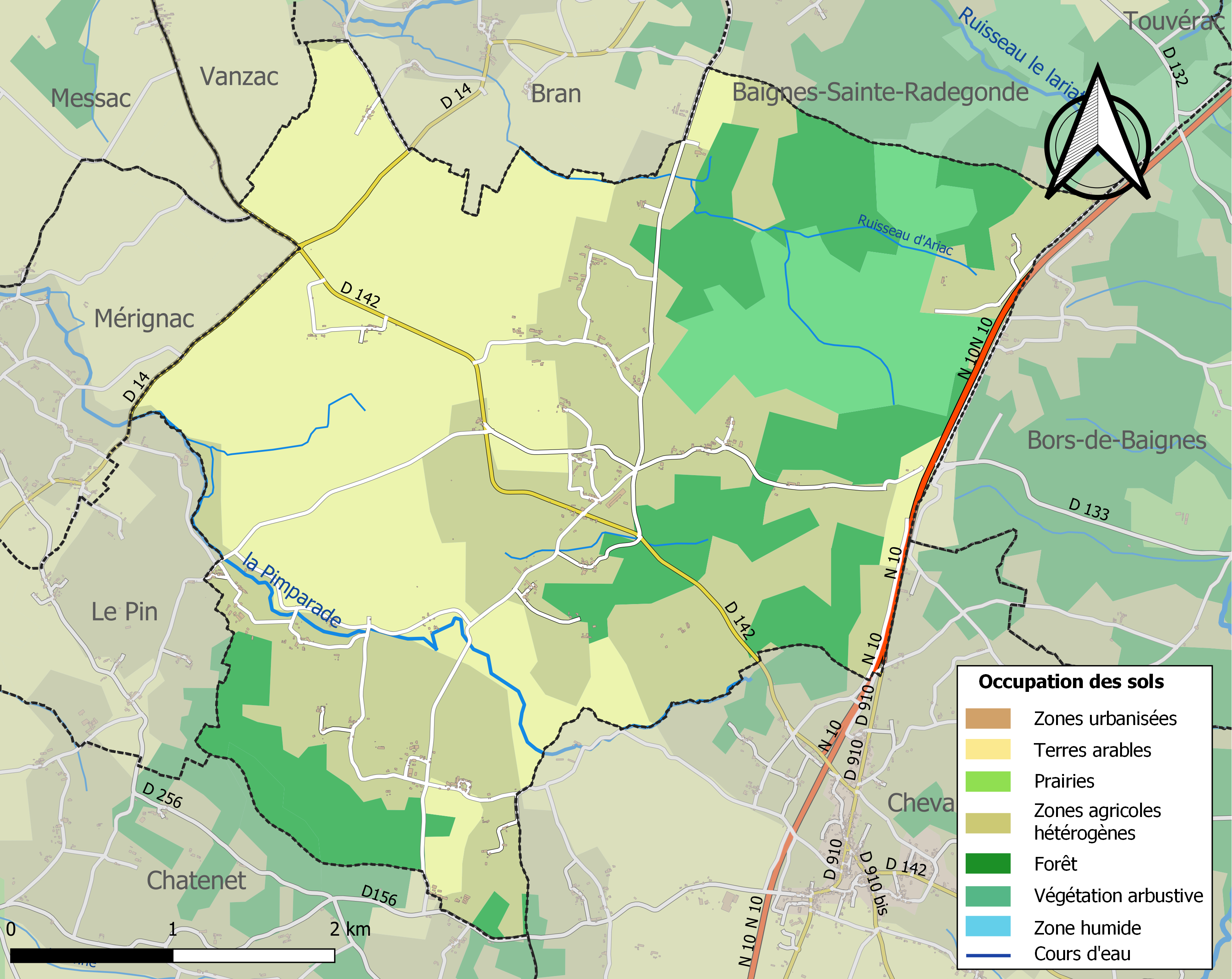
Carte des infrastructures et de l'occupation des sols de la commune en 2018 (CLC).

### Risques majeurs
Le territoire de la commune de Chantillac est vulnérable à différents aléas naturels : météorologiques (tempête, orage, neige, grand froid, canicule ou sécheresse), feux de forêts et séisme (sismicité faible). Il est également exposé à un risque technologique,  le transport de matières dangereuses. Un site publié par le BRGM permet d'évaluer simplement et rapidement les risques d'un bien localisé soit par son adresse soit par le numéro de sa parcelle.

#### Risques naturels
Chantillac est exposée au risque de feu de forêt. Un plan départemental de protection des forêts contre les incendies (PDPFCI) a été élaboré pour la période 2017-2026, faisant suite à un plan 2007-2016. Les mesures individuelles de prévention contre les incendies sont précisées par divers arrêtés préfectoraux et s’appliquent dans les zones exposées aux incendies de forêt et à moins de 200 mètres de celles-ci. L’arrêté du 3 mai 2016 règlemente l'emploi du feu en interdisant notamment d’apporter du feu, de fumer et de jeter des mégots de cigarette dans les espaces sensibles et sur les voies qui les traversent sous peine de sanctions. L'arrêté du 27 décembre 2019 rend le débroussaillement obligatoire, incombant au propriétaire ou ayant droit,,,.

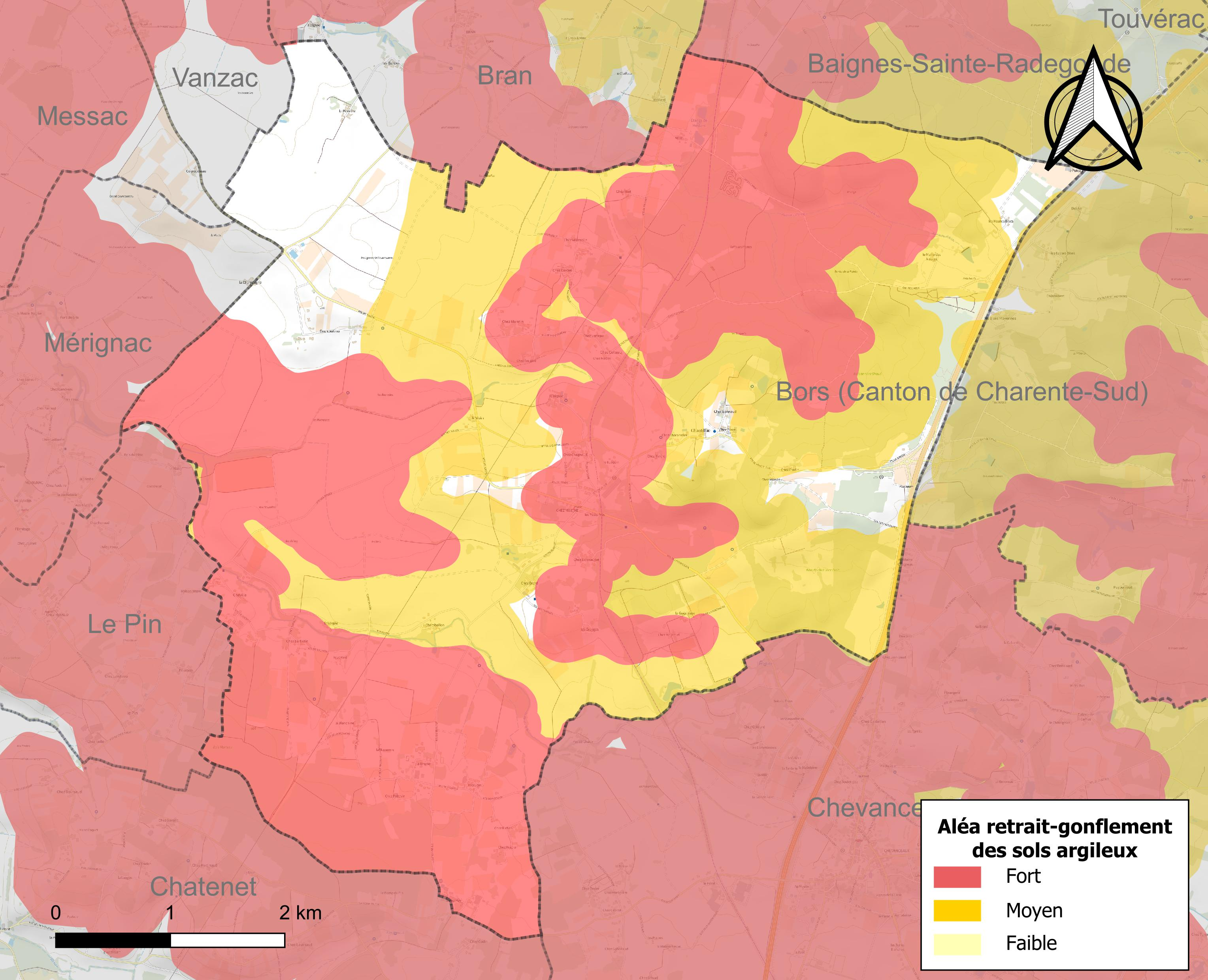
Carte des zones d'aléa retrait-gonflement des sols argileux de Chantillac.

Le retrait-gonflement des sols argileux est susceptible d'engendrer des dommages importants aux bâtiments en cas d’alternance de périodes de sécheresse et de pluie. 87,8 % de la superficie communale est en aléa moyen ou fort (67,4 % au niveau départemental et 48,5 % au niveau national). Sur les 202 bâtiments dénombrés sur la commune en 2019,  184 sont en aléa moyen ou fort, soit 91 %, à comparer aux 81 % au niveau départemental et 54 % au niveau national. Une cartographie de l'exposition du territoire national au retrait gonflement des sols argileux est disponible sur le site du BRGM,.
Par ailleurs, afin de mieux appréhender le risque d’affaissement de terrain, l'inventaire national des cavités souterraines permet de localiser celles situées sur la commune.
La commune a été reconnue en état de catastrophe naturelle au titre des dommages causés par les inondations et coulées de boue survenues en 1982 et 1999. Concernant les mouvements de terrains, la commune a été reconnue en état de catastrophe naturelle au titre des dommages causés par la sécheresse en 1989 et 2011 et par des mouvements de terrain en 1999.

#### Risques technologiques
Le risque de transport de matières dangereuses sur la commune est lié à sa traversée par une ou des infrastructures routières ou ferroviaires importantes ou la présence d'une canalisation de transport d'hydrocarbures. Un accident se produisant sur de telles infrastructures est susceptible d’avoir des effets graves sur les biens, les personnes ou l'environnement, selon la nature du matériau transporté. Des dispositions d’urbanisme peuvent être préconisées en conséquence.

## Toponymie
Le nom de la commune est attesté par les formes anciennes Cantiliaco avant 1075, Chantillac en 1098-1109, Cantilac en 1109-1121, Chantiliaco en 1083-1098.
L'origine du nom d'Ansac remonterait à un personnage gallo-romain Cantilius auquel est apposé le suffixe -acum, ce qui correspondrait au « domaine de Cantilius »,.

## Histoire
Au XIe siècle, Robert Gaucher, fils de Ramnulf l'Écolier de Montchaude et Foucher, son frère, donnent à l'abbé Itier, prieur de Baignes, un alleu situé au lieu appelé la chapelle de Saint-Sulpice près de l'église Saint-Jean de Chantillac.
La présence d'un puits dans l'église et d'une source donne à penser qu'elle aurait été édifiée sur un lieu de culte païen. On s'y rendait en pèlerinage le 29 août, jour anniversaire de la Décollation de saint Jean-Baptiste et fête patronale de la commune.
C'est une vicairie perpétuelle donnée entre 1085 et 1098 par Raoul, évêque de Saintes à l'abbaye de Baignes. L'église devint commune à la paroisse et au prieuré qui fut fondé peu après, quand disparut le prieuré Saint-Sulpice.
Avant la Révolution, la paroisse de Chantillac comprenait deux fiefs seigneuriaux : la Guérinière et la seigneurie de Saint-Simon. La Guérinière, au sud du bourg, s'appelait aussi la Mothe de Chantillac, et avait été démembrée en 1585 de la baronnie de Chaux (dont il relevait pour l'hommage et la justice, ce qui causa de nombreux différends et procès). Le petit fief de Saint-Simon était situé autour de la Barde, juste à côté. Il appartint successivement aux familles de Nourigier, Dexmier et de Massougnes.
Pendant la première moitié du XXe siècle, la voie ferrée de Châteauneuf à Montguyon a desservi la commune qui y possédait une gare, et assurait ainsi les liaisons vers Barbezieux, Angoulême et Bordeaux.

## Administration
| Période                                  | Période  | Identité         | Étiquette | Qualité             |
| ---------------------------------------- | -------- | ---------------- | --------- | ------------------- |
| 1995                                     | 2008     | Jacques Praud    |           |                     |
| 2008                                     | En cours | Jean-Luc Marraud | SE        | Exploitant agricole |
| Les données manquantes sont à compléter. |          |                  |           |                     |

## Démographie

### Évolution démographique
L'évolution du nombre d'habitants est connue à travers les recensements de la population effectués dans la commune depuis 1793. Pour les communes de moins de 10 000 habitants, une enquête de recensement portant sur toute la population est réalisée tous les cinq ans, les populations de référence des années intermédiaires étant quant à elles estimées par interpolation ou extrapolation. Pour la commune, le premier recensement exhaustif entrant dans le cadre du nouveau dispositif a été réalisé en 2006.

En 2022, la commune comptait 372 habitants, en évolution de +12,73 % par rapport à 2016 (Charente : −0,48 %, France hors Mayotte : +2,11 %).
| 1793 | 1800 | 1806 | 1821 | 1831 | 1841 | 1846 | 1851 | 1856 |
| ---- | ---- | ---- | ---- | ---- | ---- | ---- | ---- | ---- |
| 801  | 764  | 661  | 721  | 812  | 803  | 789  | 810  | 775  |

| 1861 | 1866 | 1872 | 1876 | 1881 | 1886 | 1891 | 1896 | 1901 |
| ---- | ---- | ---- | ---- | ---- | ---- | ---- | ---- | ---- |
| 761  | 717  | 668  | 667  | 640  | 610  | 580  | 548  | 539  |

| 1906 | 1911 | 1921 | 1926 | 1931 | 1936 | 1946 | 1954 | 1962 |
| ---- | ---- | ---- | ---- | ---- | ---- | ---- | ---- | ---- |
| 613  | 559  | 518  | 508  | 517  | 507  | 436  | 439  | 434  |

| 1968 | 1975 | 1982 | 1990 | 1999 | 2006 | 2011 | 2016 | 2021 |
| ---- | ---- | ---- | ---- | ---- | ---- | ---- | ---- | ---- |
| 451  | 410  | 332  | 319  | 277  | 279  | 296  | 330  | 364  |

| 2022 | - | - | - | - | - | - | - | - |
| ---- | - | - | - | - | - | - | - | - |
| 372  | - | - | - | - | - | - | - | - |

### Pyramide des âges
En 2018, le taux de personnes d'un âge inférieur à 30 ans s'élève à 30,1 %, soit en dessous de la moyenne départementale (30,2 %). À l'inverse, le taux de personnes d'âge supérieur à 60 ans est de 32,3 % la même année, alors qu'il est de 32,3 % au niveau départemental.
En 2018, la commune comptait 179 hommes pour 163 femmes, soit un taux de 52,34 % d'hommes, largement supérieur au taux départemental (48,41 %).
Les pyramides des âges de la commune et du département s'établissent comme suit.
| Hommes | Classe d’âge | Femmes |
| ------ | ------------ | ------ |
| 1,7    | 90 ou +      | 4,3    |
| 10,6   | 75-89 ans    | 9,1    |
| 18,4   | 60-74 ans    | 20,8   |
| 17,7   | 45-59 ans    | 18,7   |
| 19,0   | 30-44 ans    | 19,6   |
| 10,9   | 15-29 ans    | 12,3   |
| 21,8   | 0-14 ans     | 15,2   |

| Hommes | Classe d’âge | Femmes |
| ------ | ------------ | ------ |
| 1      | 90 ou +      | 2,7    |
| 9,2    | 75-89 ans    | 12     |
| 20,6   | 60-74 ans    | 21,3   |
| 20,7   | 45-59 ans    | 20,3   |
| 16,8   | 30-44 ans    | 16     |
| 15,6   | 15-29 ans    | 13,4   |
| 16,1   | 0-14 ans     | 14,3   |

## Économie

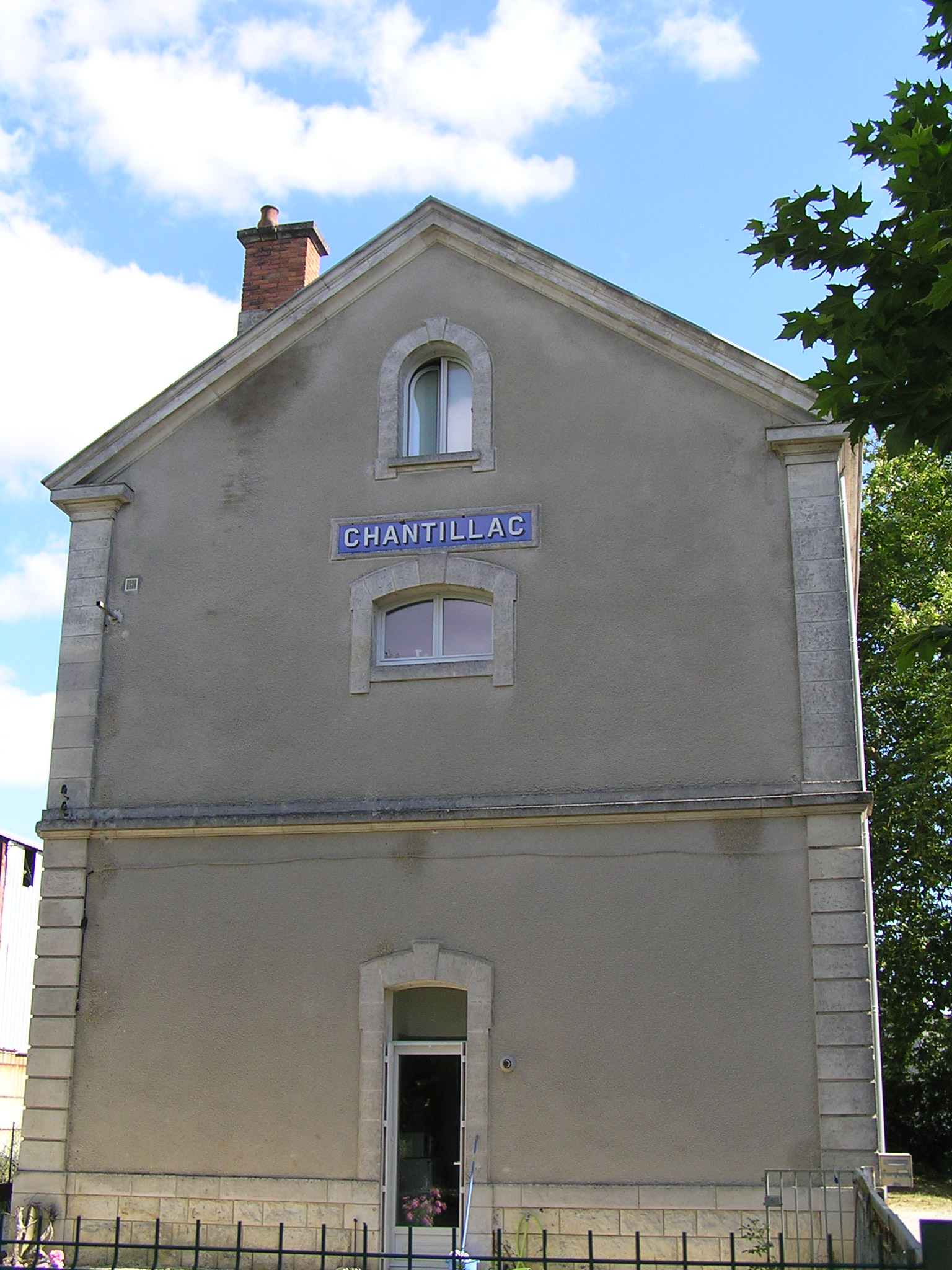
La gare

### Agriculture
La viticulture occupe une petite partie de l'activité agricole. La commune est située dans les Bons Bois, dans la zone d'appellation d'origine contrôlée du cognac.

### Industrie
Il existe une scierie et une entreprise de transport.
Une usine de fabrication de matériaux  de construction, produits réfractaires et chamotte est située à l'ancienne gare et le site industriel était desservi par un embranchement ferroviaire. Le four industriel vertical a été construit en 1930. L'argile contient 60 à 70 % d'alumine et après 24 heures de cuisson se trouve transformée en chamotte.

## Lieux et monuments

### Patrimoine religieux

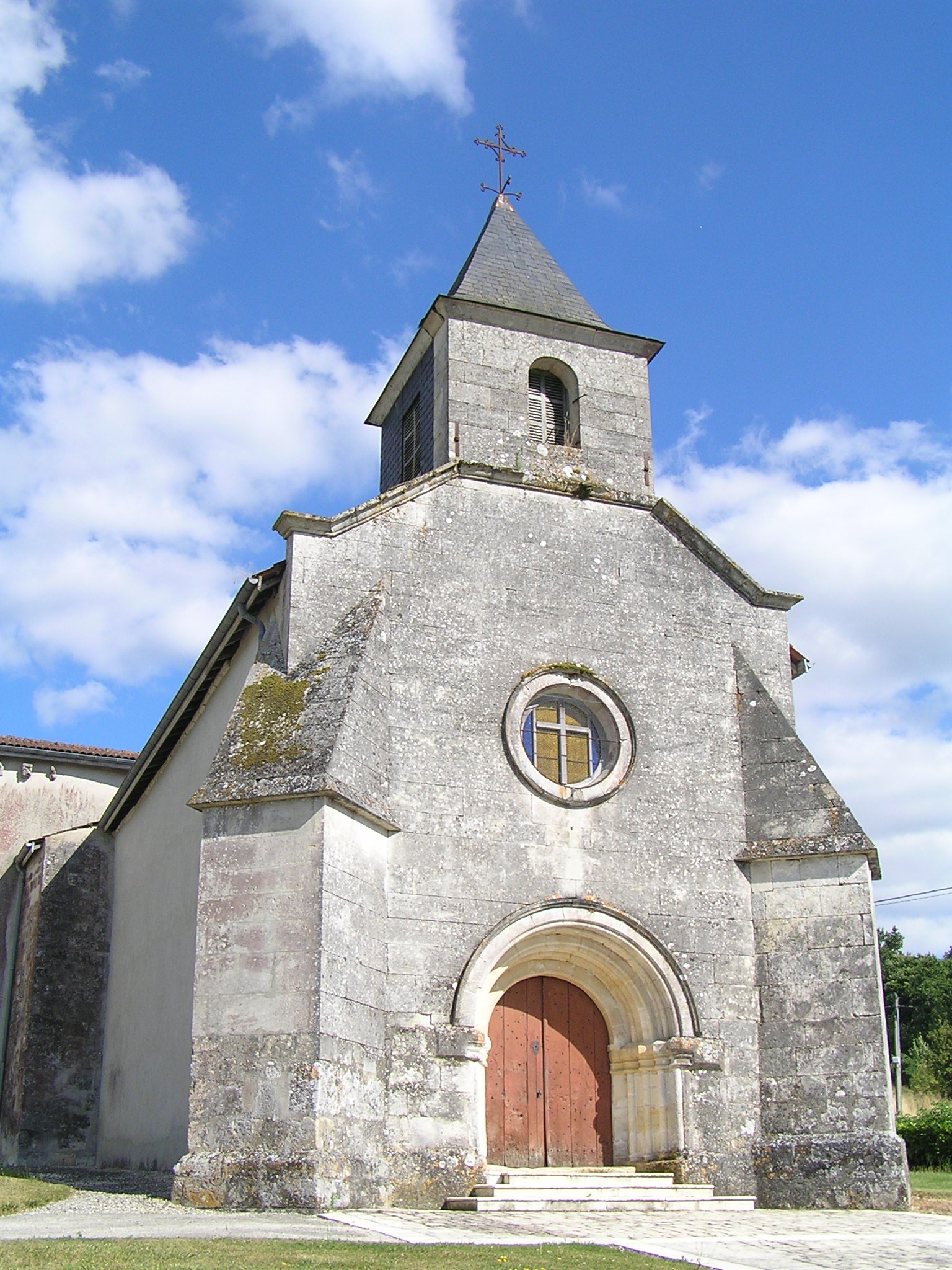
L'église

L'église paroissiale Saint-Jean-Baptiste a été construite  au XIIe siècle puis reprise au XIVe siècle. Une porte murée porte le date de 1684 puis elle a été restaurée  en 1838, 1881 et de 1886 à 1888. Elle possède un puits à l'entrée du bras gauche du transept. 

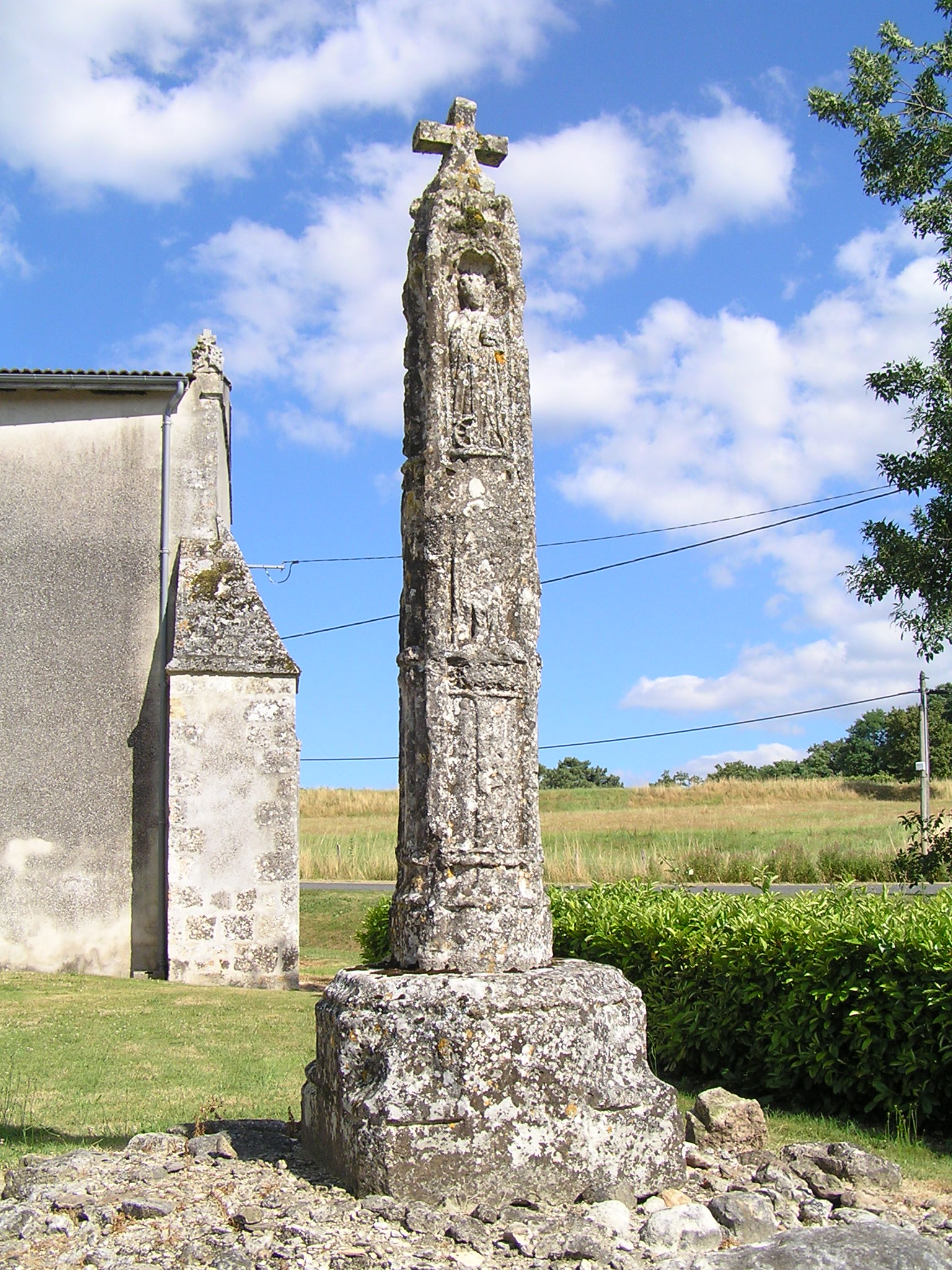
La croix monumentale

La croix monumentale date du XIVe ou XVe siècle. Elle est en pierre de taille et les sculptures représentent sainte Catherine et saint Jean-Baptiste. Elle était située dans l'ancien cimetière. Elle est classée monument historique depuis 1990,.

### Patrimoine civil
Il reste trois moulins.
Le manoir du XVIIIe siècle situé à la Guérinière aurait déjà existé en 1585.

### Voie verte

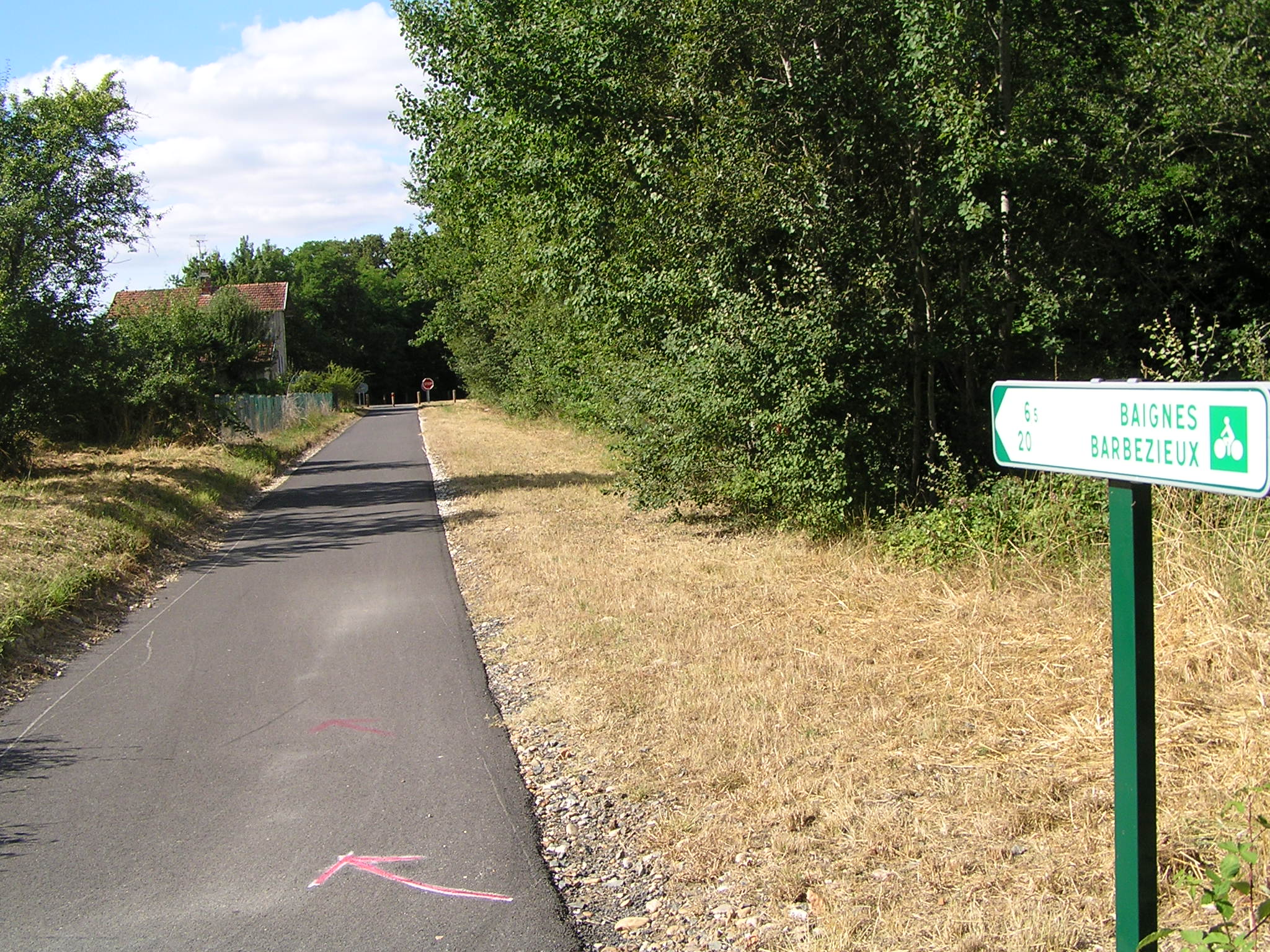
L'ancienne voie ferrée transformée en piste cyclable

L'ancienne voie ferrée de Châteauneuf à Montguyon a été aménagée en voie verte en 2004. Elle passe par Barbezieux, Baignes, Chevanceaux et dans la forêt de la Double, et s'arrête à Clérac, peu après Montguyon, où le rail reprend jusqu'à Saint-Mariens. Au nord de Barbezieux, elle a été prolongée jusqu'à Saint-Médard qui en marque l'extrémité goudronnée en 2015. La liaison jusqu'à Châteauneuf est à l'étude,.